# 基納基納尼山
16°38′00″S 70°02′12″W / 16.63333°S 70.03667°W
基納基納尼山（Quinaquinani），是秘魯的山峰，位於該國南部莫克瓜大區和普諾大區，由卡魯馬斯區和阿科拉區負責管轄，屬於安地斯山脈的一部分，海拔高度5,200米。